# Некропола са стећцима у Бечанима
Некропола са стећцима у Бечанима је национални споменик Босне и Херцеговине. Налази се на удаљености око 3,5 километара од Шековића у Републици Српској. Некропола се састоји од најмање 138 стећака из периода 15. и 16. века.
Некропола са стећцима у Бечанима је једна од 30 некропола које је Унеско уписао на Листу светске културне баштине.

## Локација добра
Село Бечани налази се око 3,5 километара северозападно од Шековића. Некропола са стећцима се налази испод стеновитог предела које локално становништво зове Пола стијене. Земљиште на којем су средњовековни споменици налази се у приватном власништву.

## Опис добра
Приликом истраживачких радова 2010. године забележено је постојање 138 гробова са надгробним обележјима у виду стећака. По положају, стећци се разликују на лежеће и стојеће стећке. Историчар културе, Шефик Бешлагић је међу положним монолитима направио разлику на плоче, сандке и сљемењаце. Усправни, односно стојећи монолити имају облик аморфиних споменика, крстача, нишана, обеликса, стеле, сандуци, квадери и сљемењача. Облик стуба има 77 стећака; њих 41 има облик сљемењака, 15 сандука и 4 плоче. Један стећак има неутврђен облик, због његовог утонућа. Првобитно је на овом подручју евидентирано 179 стећака, али је 2010. године, утврђено да је њихов број смањен. Сматра се да први стећци датирају из прве половине 15. века а да је највећи број њих постављено крајем 15. и у првој половини 16. века.

## Степен заштите
Некропола са стећцима у Бечанима није била уписана у Регистар споменика културе Социјалистичке Републике Босне и Херцеговине. Босанскохерцеговачки историчар Шефик Бешлагић истраживао је стећке из Шековића седамдесетих година 20. века. Његови научни радови објављени су 1971. године и били су важни за лоцирање и евидентирање средњовековних гробова у Босни и Херцеговини.
Некропола је у Просторни план БиХ до 2000. године била уврштена као споменик III категорије. Комисија за очување националних споменика у Босни и Херцеговини је, крајем октобра 2010. године, прогласила заштићено историјско подручје — некрополу са стећцима националним спомеником.

## Упис на листу светске баштине Унеска
Комитет за светску баштину Унеска је у оквиру свог 40. заседања одржаног у Истанбулу 2016. године, уврстио 30 некропола са подручја Босне и Херцеговине, Србије, Црне горе и Хрватске на Листу светске културне баштине. Некропола у Бечанима једна је од 22 некрополе из Босне и Херцеговине које су се нашле на овој листи.